# نصير أباد (دول)
نصير أباد هي قرية في مقاطعة أرومية، إيران. يقدر عدد سكانها بـ 339 نسمة بحسب إحصاء 2016.